# Copolímero

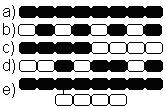
Comparação entre homopolímeros e copolímeros

Copolímero é um plástico (polímero) de adição em que sua cadeia é formada por diferentes (dois ou mais) monômeros. De acordo com a distribuição dos meros nas cadeias poliméricas, os copolímeros podem ser: estatísticos, alternados, em bloco e graftizados (ou enxertados), também é importante a composição do copolímero, dada pelas porcentagens dos comonômeros.
Sua diferença dos homopolímeros é na sua constituição em que podemos visualizar na imagem ao lado.

## Exemplos
O PP polimerizado a partir do propeno é um polipropileno homopolimero.
O PP polimerizado a partir do propeno e do eteno é um polipropileno copolimero.

## Tipos de copolímeros
Como um copolímero consiste em pelo menos dois tipos de monômeros (e não unidades estruturais), copolímeros podem ser classificados em como estes monômeros estão arranjadas ao longo da cadeia. 
Em copolímeros aleatórios, as unidades de repetição são posicionadas aleatoriamente; nos copolímeros alternados, eles estão em forma ordenada, enquanto nos copolímeros em bloco, os monômeros são posicionados nos terminais; em copolímeros de enxerto, as cadeias de monômeros são posicionadas em locais variados em polímeros hospedeiros. Ter grupos funcionais reativos na estrutura do polímero hospedeiro é um parâmetro essencial para a reação de enxertia;
Estes incluem:

### Copolímero aleatório
Cadeias de copolímeros aleatórias são formadas quando um mínimo de duas subunidades de monômeros diferentes se unem de maneira imprevisível. Não há uma ordem específica ou definida para como os copolímeros aleatórios se unem como é sem consistência. Esses tipos de copolímeros também são às vezes chamados de copolímeros estatísticos. São constituído por cadeias:
-A-A-B-B-A-A-A-B-A-A-B-B-A-B-A-A-A-B-A-A-A-B-B-

### Copolímero alternantes
As cadeias de copolímeros alternadas são formadas quando um mínimo de duas subunidades de monômeros diferentes se ligam de maneira alternada e repetitiva. Por exemplo, o nylon 6,6 é um copolímero alternado feito de monômeros repetidos (ácido adípico)-(hexametilenodiamina)-(ácido adípico)-(hexametilenodiamina). São constituído por cadeias:
-A-B-A-B-A-B-A-B-A-B-, ou -(-A-B-)n-

### Copolímero em bloco
Um homopolímero é uma cadeia de polímeros que foi criada a partir de muitas subunidades repetidas de apenas um tipo de monômero. Um exemplo do mundo real de um homopolímero é o poliestireno, feito de muitas moléculas de estireno interligadas, e outro nome para o isopor usado em xícaras de café.
As cadeias de copolímeros em bloco são formadas quando um mínimo de dois homopolímeros diferentes se unem com uma ligação covalente. Copolímeros em bloco podem ser construídos a partir de dois, três ou mais tipos diferentes de homopolímeros que se juntam. Muitos copolímeros em bloco também são termoplásticos, o que significa que, quando aquecidos, tornam-se macios e podem ser manipulados em diferentes formas. São constituído por cadeias:
-A-A-A-A-A-A-A-B-B-B-B-B-B-B-A-A-A-A-A-A-A-B-B-

### Copolímero grafitizado(ou enxertado)
As cadeias de monômeros são posicionadas em locais variados em polímeros hospedeiros e ter grupos funcionais reativos na estrutura do polímero hospedeiro é um parâmetro essencial para a reação de enxertia. São constituído por cadeias:
-A-A-A-A-A-A-A-A-A-A-A-A-A-A-A-A-A-A-A-
|
B-B-B-B-B-B-B

## Aplicações

### Copolímeros elastoméricos à base de butadieno
São amplamente utilizados na indústria automotiva, sendo os copolímeros (SBR) e (NBR) os mais proeminentes.
O SBR é de maior importância comercial devido à sua aplicação na produção de pneus. Quando o SBR é usado com o homopolímero de cis-butadieno BR-high, obtém-se um excelente desempenho em aplicações de banda de rodagem de pneus.
Os copolímeros elastoméricos NBR são utilizados em artigos que requerem boa resistência a solventes orgânicos e óleos. Nos últimos anos, as montadoras de automóveis e fabricantes de pneus se preocuparam com o meio ambiente e, por isso, investiram em novos processos sintéticos mais limpos para produzir esses elastômeros.

### Copolímero estireno-divinilbenzeno para aplicações de interesse industrial
Copolímeros à base de ácido lático e glicólico (PLGA) são amplamente utilizados para liberação controlada de fármacos devido à sua biodegradabilidade e biocompatibilidade. A rota sintética mais utilizada é a polimerização por abertura de anel. Devido ao alto custo desta rota, foram desenvolvidas rotas alternativas, como a policondensação utilizando novos catalisadores. Em 1981, Nevin propôs um método para a produção de PLGA por policondensação, utilizando uma resina de troca iônica fortemente ácida como catalisador para obter um copolímero com peso molecular entre 6-35kDa1.

### Síntese de copolímeros acrílicos potencialmente antimaláricos
Para obter medicamentos ativos antimaláricos, prolongar o tempo de ação e reduzir a toxicidade, foram sintetizados copolímeros de ácido acrílico e os seguintes agentes ativos sulfadiazina, sulfadimetoxina, sulfadiazina, sulfametoxazol, sulfametoxazol, sulfametoxazol, sulfametoxazol. sulfisoxazol. O princípio adotado é o princípio do atraso.

### Análise da viabilidade técnica da utilização do copolímero etileno acetato de vinila (EVA) descartado pela indústria calçadista em misturas asfálticas (processo seco)
Devido às propriedades do EVA, acredita-se que ele possa melhorar as propriedades mecânicas e a resistência ao desgaste das misturas asfálticas. Os resultados do estudo que a utilização desse resíduo melhorou significativamente a resistência à fadiga e ao desgaste da mistura, porém a mistura tornou-se mais suscetível à deformação permanente. O tempo de envelhecimento de curta duração provou ser importante porque aumenta a resistência à fadiga e à deformação permanente da mistura.
Entre outras aplicações está o transporte de medicamentos no interior do organismo com o objetivo do controle da libertação da substância.

## Terpolímeros
Os terpolímeros são um caso particular de copolímero formado por três meros diferentes;

### Exemplo de terpolímero

#### Terpolímero de etileno, butilacrilato e glicidilmetacrilato
É um Terpolímero Elastomérico Reativo (RET) projetado especificamente para o asfalto modificado. No seu nome também há a palavra “reativo”, pois este polímero pode reagir quimicamente com os asfaltenos do asfalto.

#### ABS
É formado por três monômeros: acrilonitrila butadieno e estireno. Portanto, não há nenhum ABS homopolimérico.